# Insolitement vôtre
 (mars 2025).
Albums de Charles Aznavour
Bon anniversaire Charles – Palais des congrès 2004
(2004) Colore ma vie
(2007)
Insolitement vôtre est le 46e album studio français de Charles Aznavour. Il est sorti en 2005.

## Liste des chansons
| No  | Titre                                            | Auteur | Durée |
| --- | ------------------------------------------------ | ------ | ----- |
| 1.  | Vive la vie                                      |        | 2:22  |
| 2.  | Quand tu m'aimes (avec Isabelle Boulay)          |        | 2:23  |
| 3.  | Désintoxication                                  |        | 2:41  |
| 4.  | Cancan (avec Serge Lama)                         |        | 2:40  |
| 5.  | Est-ce l'amour ? (par Katia Aznavour)            |        | 3:27  |
| 6.  | Moi                                              |        | 3:38  |
| 7.  | Un monde à nous                                  |        | 2:58  |
| 8.  | Souvenirs de second choix (par Lio)              |        | 2:25  |
| 9.  | On s'éveille à la vie (avec Hélène Ségara)       |        | 3:32  |
| 10. | Oh douce et tendre mère                          |        | 4:04  |
| 11. | L'amour fait mal                                 |        | 3:40  |
| 12. | J'ai souvent envie de le faire (par Annie Cordy) |        | 3:14  |
| 13. | Et peindre                                       |        | 3:06  |
| 14. | Buvons                                           |        | 3:28  |
| 15. | Je danse avec l'amour (avec Mayra Andrade)       |        | 2:40  |
| 16. | Le souffle de ma vie                             |        | 3:24  |
| 17. | Orphelin de toi                                  |        | 4:09  |
| 18. | Sans Limite (avec Serge Lama)                    |        | 2:35  |
| 19. | Laissez-le vivre                                 |        | 2:29  |